# Luogosano
Luogosano es uno de los 119 municipios o comunas ("comune" en italiano) de la provincia de Avellino, en la región de Campania. Con cerca de 1.244 habitantes, según el censo de 2005, se extiende por una área de 6,03 km², teniendo una densidad de población de 206,30 hab/km². Linda con los municipios de Fontanarosa, Lapio, Paternopoli, San Mango sul Calore, Sant'Angelo all'Esca, y Taurasi

## Demografía
| Gráfica de evolución demográfica de Luogosano entre 1861 y 2001 |
|                                                                 |
| Fuente ISTAT - elaboración gráfica de Wikipedia                 |